# CompactPCI

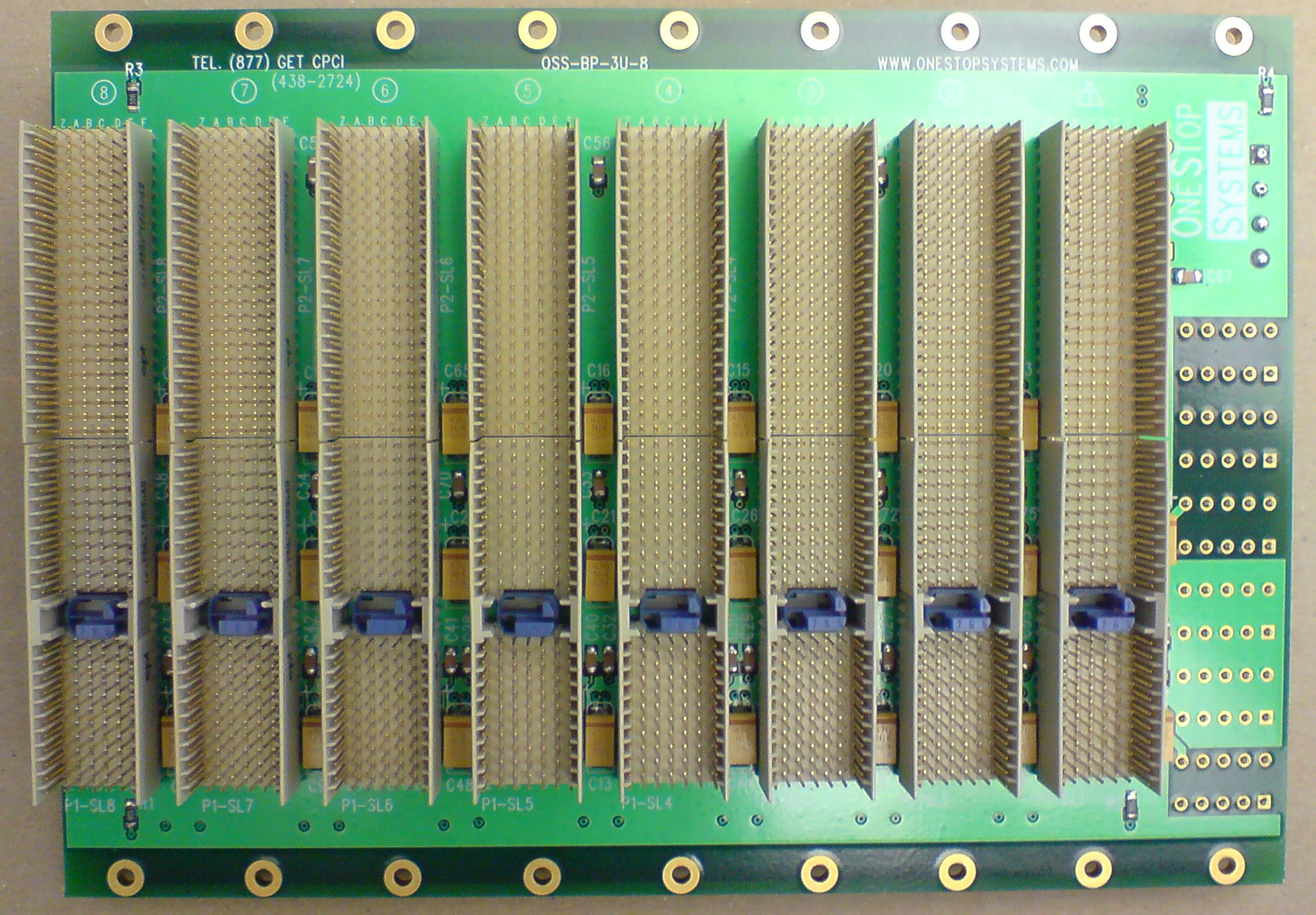
Об'єднувальна плата CompactPCI висотою 3U з коннекторами J2 (верхній) та J1 (нижній, з синім ключем посередині). Коннектор J1 містить 32-бітну шину PCI.

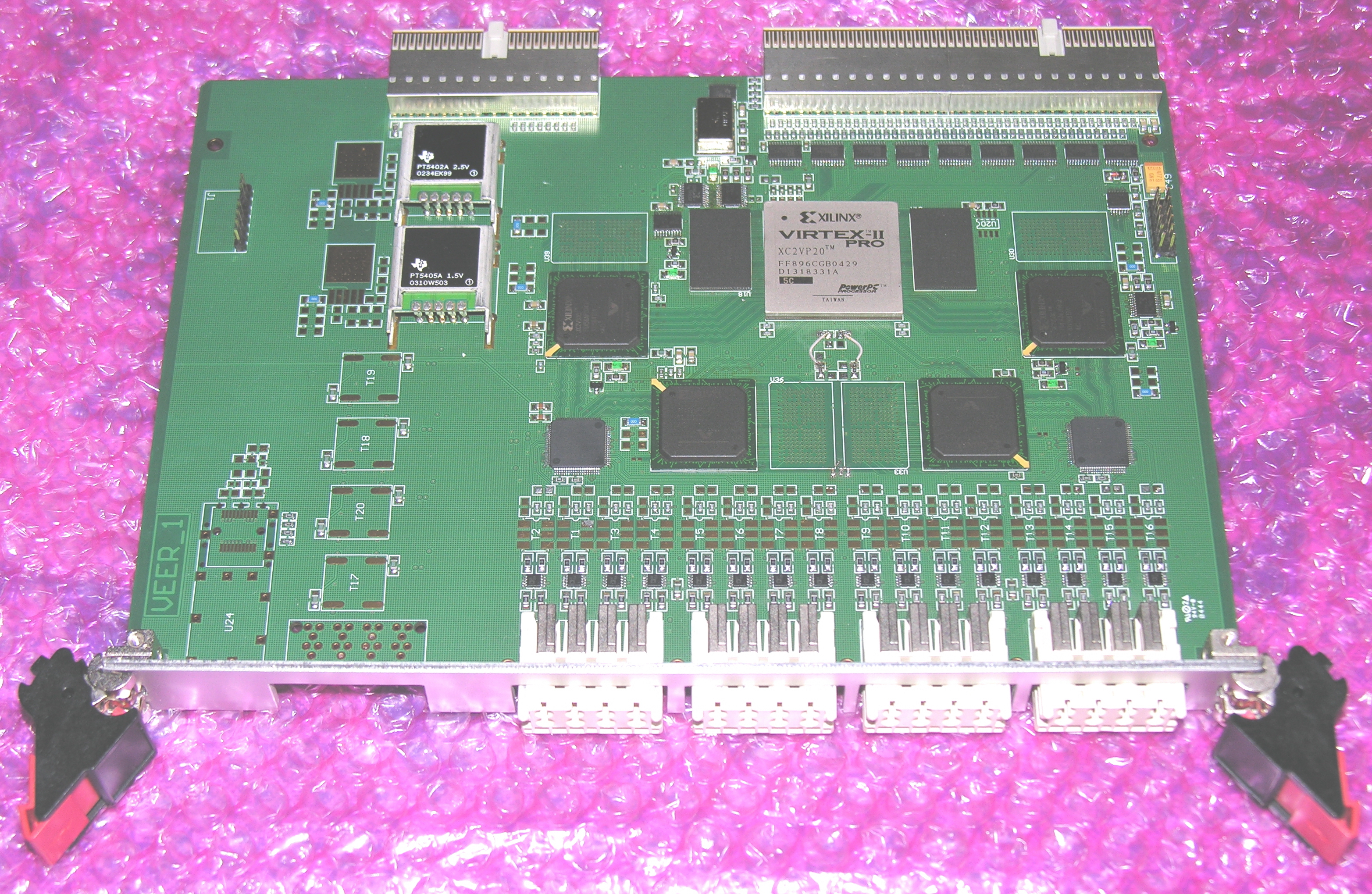
16-канальний модуль АЦП і цифрової обробки сигналів цифрової антенної решітки стандарта CompactPCI в форматі 6U

CompactPCI — системна шина, широко використовувана в промисловій автоматиці. Електрично шина відрізняється від PCI стандарту 2.2 тим, що дозволяє підключити більшу кількість пристроїв. Але в цілому сумісна і зазвичай використовує той же набір мікросхем. Фізично роз'єм виконано по-іншому і дозволяє використовувати «гаряче підключення» плат — тобто встановлювати і витягувати плату, не перериваючи працездатності комп'ютера. Вироби CompactPCI широко використовуються в телекомунікаціях. Основний конкурент — шини VME, VME32, VME64, які були стандартом у військовій техніці НАТО (STANAG 4455 “Standardization of a VME Bus for Use in Tactical Land Vehicles”, скасований у 2019 р.). Широке застосування стримується високою ціною виробів.
На даний момент базова шина CompactPCI фактично застаріла по пропускній здатності. Але розроблені розширення, такі як PCI -E в конструктиві 3U ( 6U ) — CompactPCI Express. Інше розширення, CompactPXI, використовує PXI.